# Mark Vervoort
Mark Vervoort ( 7 de outubro de 1990) é um tenista profissional holandês. Sua melhor classificação de simples é o N°. 814 da ATP alcançado em 21 de maio de 2012, enquanto nas duplas, conquistou a posição de N°. 139 da ATP em 9 de novembro de 2015.